# 斎藤高順
斎藤 高順（さいとう たかのぶ、英: Takanobu Saito、1924年12月8日 - 2004年4月11日）は、東京府（現・東京都）生まれの作曲家、指揮者、幹部自衛官。自由作曲家協会会員であり日本吹奏楽指導者協会理事・日本国民音楽振興財団理事も務めた。長男はチェロ奏者の斎藤章一、長女はバイオリニストの内藤景子、長女の夫はホルン奏者の内藤貴司、孫は俳優の内藤光佑。

## 略歴
1924年、東京・深川の酒屋の次男として生まれる。1942年に日本大学第一中学校（旧制、現・日本大学第一高等学校）を卒業。1943年に東京音楽学校（旧制、現・東京芸術大学）に入学し、1947年に卒業。1949年に同校の研究科を修了。東京音楽学校在籍中の1944年10月に陸軍戸山学校に入校し、戸山学校卒業後は終戦まで同校で部隊歌や吹奏楽曲の作曲に従事。戦後は、映画音楽を中心に作曲家として主に小津安二郎作品の音楽を手がけた。
行進曲『ブルーインパルス』（もともとはFM東京の番組「フレッシュ・モーニング」のテーマ曲として使われていたもの）を作曲したことをきっかけに航空自衛隊に招聘され、1972年7月から1976年3月まで航空自衛隊のセントラルバンドである航空音楽隊（後の航空中央音楽隊）の隊長を務めた。自衛隊を1等空佐で退官後には警視庁音楽隊長を11年間務めた。
東京音楽学校で信時潔から作曲を、金子登からピアノと指揮法を学んだ。

## 評価
小津が没後あらためて内外で再評価されるとともに音楽への注目も高まっており、現代の代表的なバッハ弾きであるセドリック・ペシャによれば、斎藤の音楽には「ゴールドベルク変奏曲」に通じる抽象性と瞑想性があるという。

## 主な作品

### 管弦楽曲
- 室内交響曲（1955年、渡邉暁雄指揮ラモー室内楽団による初演）
- 今様（オーケストラ・アンサンブル金沢海外公演の際のアンコールピースとして作曲）

### 吹奏楽曲
- 組曲「エメラルドの四季」
- クラリネットと吹奏楽のためのバラード
- 交響詩
  - 「オンリー・ワン・アース」
  - 「自然への回帰」
  - 交響詩「空」
- 吹奏楽のためのコンチェルティーノ
- 輝く前進
- 行進曲
  - 「ブルー・インパルス」
  - 「輝く銀嶺」（1971年、全日本吹奏楽コンクールの課題曲）
  - 「オーバー・ザ・ギャラクシー」（1980年、全日本吹奏楽コンクールの課題曲）
- 幻想風行進曲「マーチング・エスカルゴ」
- バンドのためのインテルメッツォ「夢現」
- バンドのためのメルヘン「マッチ売りの少女」
- フライング・エクスプレス

### 室内楽曲
- サキソフォン四重奏曲（日本で初めてサクソフォーンをメインにすえた曲）
- フルートと弦楽四重奏のためのソナタ
- クラリネット、ヴァイオリン、ヴィオラとチェロによる「四季」
- ヴァイオリン、ハープ、打楽器のためのコンポジション
- 弦楽四重奏曲ニ短調「今様」
- 5つの日本民謡
- ピアノのための幻想風喜遊曲

### 歌曲
- 風鐸

### 映画音楽
- 東京物語（1953年、小津安二郎監督）
- 少年死刑囚（1955年、吉村廉監督）
- 乳房よ永遠なれ（1955年、田中絹代監督）
- 早春（1956年、小津安二郎監督）
- 孤獨の人（1957年、西河克己監督）
- 東京暮色（1957年、小津安二郎監督）
- 女子寮祭（1957年、斎藤武市監督）
- 白い夏（1957年、斎藤武市監督）
- 彼岸花（1958年、小津安二郎監督）
- 浮草（1959年、小津安二郎監督）
- 秋日和（1960年、小津安二郎監督）
- あじさいの歌（1960年、滝沢英輔監督）
- いのちの朝（1961年、阿部豊監督）
- 秋刀魚の味（1962年、小津安二郎監督）
- 猫が変じて虎になる（1962年、春原政久監督）
- みにくいアヒルの子（1970年、渡辺和彦演出）